# Simon Laugsand
Simon Laugsand (20 febbraio 1992) è un giocatore di calcio a 5 e calciatore norvegese, difensore del Vesterålen e difensore del Senja.

## Biografia
È il fratello di Sondre Laugsand, anch'egli giocatore di calcio a 5.

## Carriera
Laugsand ha giocato con la maglia del Sortland, prima di trasferirsi al KFUM Oslo agli inizi del 2014. Il 25 maggio ha esordito con questa maglia in 2. divisjon, subentrando a Kasper Vie Hillås nella vittoria per 2-1 arrivata sull'Harstad.
Attivo anche nel calcio a 5, come reso possibile dai regolamenti della federazione norvegese, a partire dal campionato 2014-2015 ha giocato per il KFUM Oslo, compagine militante nell'Eliteserie.
Nel 2015, in campo calcistico, Laugsand è passato dal KFUM Oslo al Tromsdalen. Ha debuttato in squadra il 18 aprile, schierato titolare nella vittoria per 1-0 sul Finnsnes. Il 26 settembre 2015 ha trovato le prime reti con questa casacca, realizzando una doppietta nel pareggio per 3-3 maturato in casa dell'Harstad.
Per l'Eliteserie 2015-2016 è passato dal KFUM Oslo al Vesterålen. In vista del campionato 2016-2017 è passato al Nord/Sprint.
Con il Tromsdalen ha conquistato la promozione in 1. divisjon al termine del campionato 2016. Il 21 maggio 2017 ha quindi giocato la prima partita in questa divisione, subentrando a Lasse Nilsen nella sconfitta per 1-0 patita sul campo dell'Ullensaker/Kisa.
Il 2 agosto 2017, Laugsand è passato al Finnsnes con la formula del prestito. Il 5 agosto è pertanto tornato a calcare i campi della 2. divisjon, venendo schierato titolare nel pareggio per 1-1 contro il Kjelsås.
È poi tornato al Tromsdalen per fine prestito. L'11 giugno 2018 ha fatto ritorno al Sortland a titolo definitivo.
Nel 2019, Laugsand ha giocato con la maglia dell'Alta. L'anno seguente si è accordato con il Senja.
Nel futsal, Laugsand è tornato al Vesterålen in vista del campionato 2020-2021.

## Statistiche

### Presenze e reti nei club
Statistiche aggiornate al 10 dicembre 2020.
| Stagione          | Squadra           | Campionato        | Campionato | Campionato | Coppe nazionali | Coppe nazionali | Coppe nazionali | Coppe continentali | Coppe continentali | Coppe continentali | Altre coppe | Altre coppe | Altre coppe | Totale | Totale | Totale |
| Stagione          | Squadra           | Comp              | Pres       | Reti       | Comp            | Pres            | Reti            | Comp               | Pres               | Reti               | Comp        | Pres        | Reti        | Pres   | Reti   |        |
| ----------------- | ----------------- | ----------------- | ---------- | ---------- | --------------- | --------------- | --------------- | ------------------ | ------------------ | ------------------ | ----------- | ----------- | ----------- | ------ | ------ | ------ |
| 2008              | Sortland          | 4D                | ?          | ?          | CN              | ?               | ?               | -                  | -                  | -                  | -           | -           | -           | ?      | ?      |        |
| 2009              | Sortland          | 3D                | ?          | ?          | CN              | ?               | ?               | -                  | -                  | -                  | -           | -           | -           | ?      | ?      |        |
| 2010              | Sortland          | 3D                | ?          | ?          | CN              | ?               | ?               | -                  | -                  | -                  | -           | -           | -           | ?      | ?      |        |
| 2011              | Sortland          | 4D                | ?          | ?          | CN              | ?               | ?               | -                  | -                  | -                  | -           | -           | -           | ?      | ?      |        |
| 2012              | Sortland          | 3D                | ?          | ?          | CN              | ?               | ?               | -                  | -                  | -                  | -           | -           | -           | ?      | ?      |        |
| 2013              | Sortland          | 3D                | ?          | ?          | CN              | ?               | ?               | -                  | -                  | -                  | -           | -           | -           | ?      | ?      |        |
| 2014              | KFUM Oslo         | 2D                | 19         | 1          | CN              | 0               | 0               | -                  | -                  | -                  | -           | -           | -           | 19     | 1      |        |
| 2015              | Tromsdalen        | 2D                | 26         | 4          | CN              | 3               | 0               | -                  | -                  | -                  | -           | -           | -           | 29     | 4      |        |
| 2016              | Tromsdalen        | 2D                | 26         | 1          | CN              | 3               | 0               | -                  | -                  | -                  | -           | -           | -           | 29     | 1      |        |
| gen.-ago. 2017    | Tromsdalen        | 1D                | 4          | 0          | CN              | 2               | 0               | -                  | -                  | -                  | -           | -           | -           | 6      | 0      |        |
| ago.-dic. 2017    | Finnsnes          | 2D                | 11         | 0          | CN              | -               | -               | -                  | -                  | -                  | -           | -           | -           | 11     | 0      |        |
| gen.-giu. 2018    | Tromsdalen        | 1D                | 2          | 0          | CN              | 2               | 1               | -                  | -                  | -                  | -           | -           | -           | 4      | 1      |        |
| Totale Tromsdalen | Totale Tromsdalen | Totale Tromsdalen | 58         | 5          |                 | 10              | 1               |                    | -                  | -                  |             | -           | -           | 68     | 6      |        |
| giu.-dic. 2018    | Sortland          | 3D                | 12         | 1          | CN              | -               | -               | -                  | -                  | -                  | -           | -           | -           | 12     | 1      |        |
| Totale Sortland   | Totale Sortland   | Totale Sortland   | ?          | ?          |                 | ?               | ?               |                    | -                  | -                  |             | -           | -           | ?      | ?      |        |
| 2019              | Alta              | 1D                | 15         | 0          | CN              | 0               | 0               | -                  | -                  | -                  | -           | -           | -           | 15     | 0      |        |
| 2020              | Senja             | 2D                | 13         | 0          | -               | -               | -               | -                  | -                  | -                  | -           | -           | -           | 13     | 0      |        |
| Totale carriera   | Totale carriera   | Totale carriera   | 128+       | 7+         |                 | 10+             | 1+              |                    | -                  | -                  |             | -           | -           | 138+   | 8+     |        |